# G.S.V. Materieludlejning
G.S.V. Materieludlejning A/S er en dansk virksomhed, der udlejer entreprenørmaskiner, -materiel og lifte. Virksomheden har hovedkvarter i Hedehusene med 22 afdelinger i Danmark. De har over 550 ansatte. I 2023 havde de en årsomsætning på 1,472 mia. kroner. Siden 2022 er G.S.V. en del af franske Kiloutou.
i 1964 stiftede Grunnet, Svendsen og Vaskær G.S.V. Materieludlejning A/S på Baldersvej i Ishøj.